# Pericopi di Salisburgo

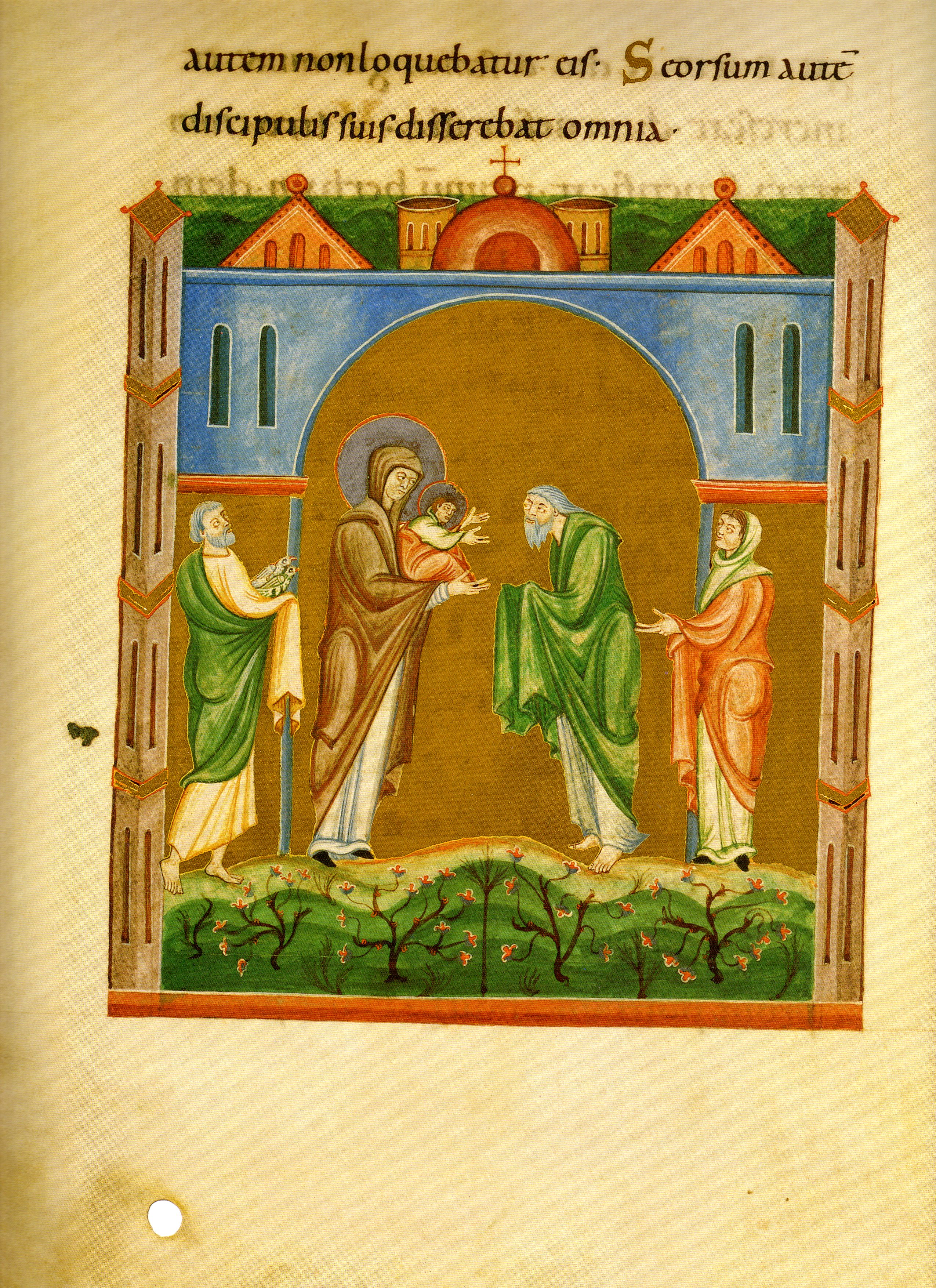
Folio 24 verso. Miniatura della Presentazione di Cristo al Tempio.

Le pericopi di Salisburgo (Bayerische Staatsbibliothek Clm 15713) costituiscono un manoscritto miniato medievale ottoniano contenente pericopi evengeliche, realizzato verso il 1020 nell'abbazia di San Pietro a Salisburgo durante il regno dell'ultimo imperatore ottoniano Enrico II. Esso è opera dell'arcivescovo di Salisburgo Hartwig von Ortenburg.
Diversamente dagli evangeliari, le pericopi evangeliche contengono solo i passaggi del Vangelo che vengono letti durante l'anno liturgico, rendendo più facile per il celebrante la Messa, il trovare le letture del Vangelo. Il manoscritto contiene 19 miniature dorate, 70 capolettere riccamente decorate oltre ad altre illuminature. I 70 fogli esistenti misurano 372 mm per 290.
Nel 1800 le truppe napoleoniche lo portarono a Parigi, sottraendolo alla cattedrale di Salisburgo. Oggi il manoscritto è conservato a Monaco di Baviera presso la Biblioteca di Stato della Baviera (Clm 15713).